# Prowincja grenwilska
Prowincja grenwilska – obszar na platformie amerykańsko-grenlandzkiej zbudowany ze skał skał metamorficznych proterozoicznych.
Znajduje się we wschodniej części platformy amerykańsko-grenlandzkiej, głównie na obszarze tarczy kanadyjskiej i grenlandzkiej. Zbudowana jest przede wszystkim ze skał wylewnych oraz szarogłazów.
Obszary prowincji grenwilskiej zostały sfałdowane orogenezy grenwilskiej ok. 945-800 mln lat temu.
Część struktur prowincji grenwilskiej zostało wciągniętych w obręb młodszych fałdowań i obecnie skały tej prowincji występują w Górach Ouachita w Oklahomie, w Appalachach oraz w Kordylierach i Górach Franklina, a także w obrębie pasma wschodniogrenlandzkiego na Grenlandii.